# 13917 Correggia
13917 Correggia è un asteroide della fascia principale. Scoperto nel 1984, presenta un'orbita caratterizzata da un semiasse maggiore pari a 3,0676463 au e da un'eccentricità di 0,1925397, inclinata di 13,65278° rispetto all'eclittica.
L'asteroide è dedicato al vignaiolo italiano Matteo Correggia.